# Barvinok, Ujhorod
Barvinok (în ucraineană Барвінок) este un sat în comuna Baranînți din raionul Ujhorod, regiunea Transcarpatia, Ucraina.

## Demografie
Componența lingvistică a localității Barvinok
     Ucraineană (99,27%)
     Alte limbi (0,72%)
Conform recensământului din 2001, majoritatea populației localității Barvinok era vorbitoare de ucraineană (99,27%), existând în minoritate și vorbitori de alte limbi.